# Польша на зимних Олимпийских играх 1972
Польша принимала участие в Зимних Олимпийских играх 1972 года в Саппоро (Япония) в одиннадцатый раз за свою историю, и завоевала одну золотую медаль — первую для Польши в зимних видах спорта. Сборную страны представляли 47 спортсменов, в том числе 8 женщин, соревнуясь в восьми видах спорта.

## Золото

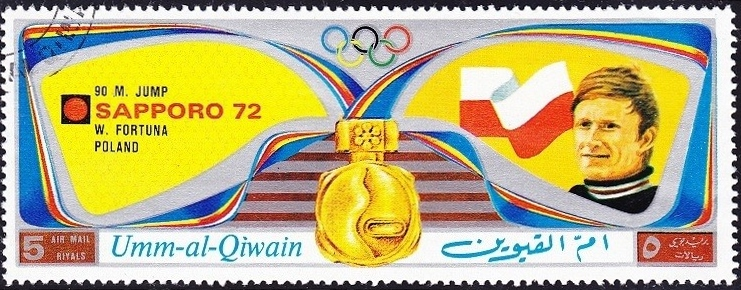
Почтовая марка эмирата Умм-эль-Кайвайн, посвящённая победе Войцеха Фортуны

- Прыжки с большого трамплина, мужчины — Войцех Фортуна.

## Горнолыжный спорт
Мужчины
| Спортсмен             | Дисциплина        | Заезд 1 | Заезд 1 | Заезд 2 | Заезд 2 | Итог    | Итог  |
| Спортсмен             | Дисциплина        | Время   | Место   | Время   | Место   | Время   | Место |
| --------------------- | ----------------- | ------- | ------- | ------- | ------- | ------- | ----- |
| Анджей Бахледа-Цурусь | Гигантский слалом | 1:34.40 | 17      | 1:38.02 | 4       | 3:12.42 | 9     |

Мужской слалом
| Спортсмен             | Финал   | Финал | Финал   | Финал | Финал   | Финал |
| Спортсмен             | Время 1 | Место | Время 2 | Место | Итог    | Место |
| --------------------- | ------- | ----- | ------- | ----- | ------- | ----- |
| Анджей Бахледа-Цурусь | 57.04   | 10    | 55.22   | 11    | 1:52.26 | 10    |

## Биатлон
Мужчины
| Дисциплина | Спортсмен       | Время      | Штрафы | Итоговое время1 | Место |
| ---------- | --------------- | ---------- | ------ | --------------- | ----- |
| 20 км      | Анджей Федор    | 1’19:17.25 | 11     | 1’30:17.25      | 48    |
| 20 км      | Юзеф Стопка     | 1’19:18.66 | 8      | 1’27:18.66      | 35    |
| 20 км      | Анджей Рапач    | 1’17:21.02 | 9      | 1’26:21.02      | 33    |
| 20 км      | Александр Клима | 1’17:00.86 | 2      | 1’19:00.86      | 9     |

1 За близкий промах (попадание во внешнее кольцо) добавлялась одна минута, за полный промах — две минуты.
Мужская эстафета 4x7,5 км
| Спортсмены                                          | Результат | Результат  | Результат |
| Спортсмены                                          | Промахи2  | Время      | Место     |
| --------------------------------------------------- | --------- | ---------- | --------- |
| Юзеф Розак Юзеф Стопка Анджей Рапач Александр Клима | 4         | 1’58:09.92 | 7         |

2 За каждый промах назначался штрафной круг в 200 метров.

## Лыжные гонки
Мужчины
| Дисциплина | Спортсмен  | Результат  | Результат |
| Дисциплина | Спортсмен  | Время      | Место     |
| ---------- | ---------- | ---------- | --------- |
| 15 км      | Ян Сташель | 48:46.72   | 33        |
| 30 км      | Ян Сташель | 1’43:35.68 | 29        |

Женщины
| Дисциплина | Спортсменка         | Результат | Результат |
| Дисциплина | Спортсменка         | Время     | Место     |
| ---------- | ------------------- | --------- | --------- |
| 5 км       | Анна Гебала-Дурай   | 18:13.43  | 29        |
| 5 км       | Владислава Майерчик | 17:56.55  | 23        |
| 5 км       | Юзефа Хромик        | 17:55.41  | 21        |
| 5 км       | Вероника Будни      | 17:38.74  | 13        |
| 10 км      | Владислава Майерчик | 38:19.66  | 34        |
| 10 км      | Юзефа Хромик        | 36:45.39  | 21        |
| 10 км      | Анна Гебала-Дурай   | 36:32.65  | 15        |
| 10 км      | Вероника Будни      | 35:57.59  | 11        |

Женская эстафета 3×5 км
| Спортсмены                                    | Race     | Race  |
| Спортсмены                                    | Время    | Место |
| --------------------------------------------- | -------- | ----- |
| Анна Гебала-Дурай Юзефа Хромик Вероника Будни | 51:49.13 | 7     |

## Фигурное катание
Парное катание
| Спортсмены                                       | Обязательные фигуры | Свободная программа | Очки  | Сумма мест | Место |
| ------------------------------------------------ | ------------------- | ------------------- | ----- | ---------- | ----- |
| Гражина Османьская-Костшевиньская Адам Бродецкий | 11                  | 11                  | 377.8 | 95.5       | 11    |

## Хоккей
В отборочном туре Польша победила Западную Германию со счётом 4:0 и попала в группу А, где разыгрывались 1-6 места. После пяти поражений сборная Польши заняла шестое место.
- Чехословакия 14:1 Польша
- Финляндия 5:1 Польша
- Швеция 5:3 Польша
- СССР 9:3 Польша
- США 6:1 Польша

## Санный спорт
Мужчины
| Спортсмен            | Заезд 1 | Заезд 1 | Заезд 2 | Заезд 2 | Заезд 3 | Заезд 3 | Заезд 4 | Заезд 4 | Итог    | Итог  |
| Спортсмен            | Время   | Место   | Время   | Место   | Время   | Место   | Время   | Место   | Время   | Место |
| -------------------- | ------- | ------- | ------- | ------- | ------- | ------- | ------- | ------- | ------- | ----- |
| Ришард Гавёр         | 54.72   | 24      | 54.09   | 20      | 53.26   | 21      | 52.87   | 16      | 3:34.94 | 19    |
| Мирослав Венцковский | 54.43   | 22      | 54.82   | 27      | 54.61   | 34      | 53.75   | 30      | 3:37.61 | 27    |
| Луцьян Кудзя         | 54.14   | 19      | 53.58   | 15      | 52.36   | 11      | 52.75   | 13      | 3:32.83 | 13    |
| Януш Гржемовский     | 53.07   | 8       | 53.12   | 10      | 52.66   | 15      | 52.59   | 12      | 3:31.44 | 12    |

Мужчины (двойки)
| Спортсмены                         | Run 1 | Run 1 | Run 2 | Run 2 | Total   | Total |
| Спортсмены                         | Время | Место | Время | Место | Время   | Место |
| ---------------------------------- | ----- | ----- | ----- | ----- | ------- | ----- |
| Мирослав Венцковский Войцех Кублик | 44.88 | 6     | 44.78 | 4     | 1:29.66 | 5     |
| Луцьян Кудзя Ришард Гавёр          | 45.28 | 9     | 45.40 | 11    | 1:30.68 | 9     |

Женщины
| Спортсменка     | Заезд 1 | Заезд 1 | Заезд 2 | Заезд 2 | Заезд 3 | Заезд 3 | Заезд 4 | Заезд 4 | Итог    | Итог  |
| Спортсменка     | Время   | Место   | Время   | Место   | Время   | Место   | Время   | Место   | Время   | Место |
| --------------- | ------- | ------- | ------- | ------- | ------- | ------- | ------- | ------- | ------- | ----- |
| Барбара Пьеха   | 45.96   | 9       | 46.24   | 10      | 45.89   | 8       | 44.98   | 6       | 3:03.07 | 9     |
| Веслава Мартыка | 45.68   | 7       | 46.12   | 9       | 45.47   | 6       | 45.06   | 7       | 3:02.33 | 6     |
| Халина Канаш    | 45.66   | 6       | 45.98   | 7       | 45.52   | 7       | 45.17   | 9       | 3:02.33 | 6     |

## Лыжное двоеборье
Лыжное двоеборье включало в себя прыжки с нормального трамплина (три попытки, две лучшие в зачёт) и лыжную гонку на 15 км.
| Спортсмен            | Прыжки с трамплина | Прыжки с трамплина | Прыжки с трамплина | Прыжки с трамплина | Лыжная гонка | Лыжная гонка | Лыжная гонка | Total   | Total |
| Спортсмен            | Расстояние 1       | Расстояние 2       | Очки               | Место              | Время        | Очки         | Место        | Очки    | Место |
| -------------------- | ------------------ | ------------------ | ------------------ | ------------------ | ------------ | ------------ | ------------ | ------- | ----- |
| Казимеж Длугопольски | 73.0               | 73.5               | 184.9              | 10                 | 51:38.5      | 190.960      | 24           | 375.860 | 12    |
| Йозеф Гонсеница      | 67.5               | 64.5               | 146.8              | 34                 | 51:29.4      | 192.325      | 21           | 339.125 | 31    |
| Стефан Хула          | 72.5               | 71.0               | 178.2              | 18                 | 51:29.4      | 192.325      | 21           | 370.525 | 17    |

## Прыжки с трамплина
| Спортсмен                   | Дисциплина          | Прыжок 1   | Прыжок 1 | Прыжок 2   | Прыжок 2 | Итог  | Итог  |
| Спортсмен                   | Дисциплина          | Расстояние | Очки     | Расстояние | Очки     | Очки  | Место |
| --------------------------- | ------------------- | ---------- | -------- | ---------- | -------- | ----- | ----- |
| Станислав Гонсеница Даниэль | Нормальный трамплин | 73.5       | 97.3     | 72.5       | 96.7     | 194.0 | 39    |
| Тадеуш Павлусяк             | Нормальный трамплин | 73.5       | 98.8     | 71.5       | 99.1     | 197.9 | 32    |
| Адам Кшиштофяк              | Нормальный трамплин | 75.5       | 105.0    | 73.5       | 102.3    | 207.3 | 24    |
| Войцех Фортуна              | Нормальный трамплин | 82.0       | 115.4    | 76.5       | 106.6    | 222.0 | 6     |
| Станислав Гонсеница Даниэль | Большой трамплин    | 83.0       | 83.2     | 86.0       | 87.9     | 171.1 | 31    |
| Адам Кшиштофяк              | Большой трамплин    | 84.0       | 85.6     | 85.0       | 87.5     | 173.1 | 29    |
| Тадеуш Павлусяк             | Большой трамплин    | 87.0       | 89.3     | 90.0       | 94.0     | 183.3 | 18    |
| Войцех Фортуна              | Большой трамплин    | 111.0      | 130.4    | 87.5       | 89.5     | 219.9 | 1     |